# Otago Spur
Der Otago Spur ist ein kleiner Felssporn im westantarktischen Marie-Byrd-Land. In der Ohio Range der Horlick Mountains erstreckt er sich vom Buckeye Table ausgehend westlich des Discovery Ridge in nördlicher Richtung.
Der United States Geological Survey kartierte ihn anhand eigener Vermessungen und Luftaufnahmen der United States Navy aus den Jahren von 1958 bis 1959. Ein Geologenteam des New Zealand Antarctic Research Programme untersuchte ihn zwischen 1983 und 1984 und gab ihm seinen Namen. Namensgeber ist die University of Otago, Alma Mater von Jonathan Aitchison, der dieser Mannschaft angehörte.